# 岸本佐知子
岸本 佐知子（きしもと さちこ、1960年（昭和35年）2月25日 - ）は、日本の翻訳家、エッセイスト、アンソロジスト。

## 経歴
神奈川県横浜市出身。兵庫県出身の会社員の長女として東京都世田谷区の社宅に育つ。小学校から中学校にかけての愛読書は中勘助『銀の匙』と志賀直哉『小僧の神様』とジュール・ルナール『にんじん』（岸田國士訳）の3冊だった。
女子学院中学校在学中、夏休みの英語の宿題で英語の絵本を訳して教師に褒められたことが後の翻訳への興味につながったという。また中学3年生のとき筒井康隆の作品を知り、「読む前と後とで人生が変わるくらいの衝撃」を受けた。同校卒業後、上智大学文学部英文科入学。大学在学中に別宮貞徳のゼミで英文の翻訳を学ぶ。卒論のテーマはリチャード・ブローティガン。
大学卒業後、1982年サントリーに入社、宣伝部に勤務。6年半勤務し、退社後に翻訳家として独立。海外の先鋭的な小説作品の翻訳を行い、特にスティーヴン・ミルハウザー、ニコルソン・ベイカーの翻訳で広く知られるようになる。現在は「岸本の翻訳作」ということで、その作品・作者が「海外文学愛好家」にアピールする存在である。なお、中田耕治を翻訳の師匠と呼んでいる。また、『翻訳の世界』編集部にいる友人の依頼で同誌に奇妙な味わいのエッセイを連載、柴田元幸に高く評価される。同誌に連載された文章を含む第一エッセイ集『気になる部分』を2000年9月に白水社より刊行。『ちくま』に連載されたエッセイ「ネにもつタイプ」をまとめた第二エッセイ集『ねにもつタイプ』（筑摩書房）で、2007年の第23回講談社エッセイ賞を受賞。2012年11月、第三エッセイ集『なんらかの事情』を刊行。現在も『ちくま』に上記エッセイ「ネにもつタイプ」を連載中。川上弘美、小川洋子、北村薫を愛読者に持つ。2013年、第19回野間文芸翻訳賞選考委員。2014年、講談社エッセイ賞選考委員。2015年、日本翻訳大賞選考委員。2018年、読売新聞 読書委員。2020年、すばる文学賞 選考委員。

## 著書

### 単著
- 『気になる部分』（白水社） 2000、のち白水Uブックス 2006
- 『ねにもつタイプ』（筑摩書房） 2007、のち ちくま文庫 2010：講談社エッセイ賞受賞
- 『なんらかの事情』（筑摩書房） 2012、のち ちくま文庫 2016
- 『ひみつのしつもん』（筑摩書房） 2019、のち ちくま文庫 2023
- 『死ぬまでに行きたい海』（スイッチ・パブリッシング） 2020
- 『わからない』（白水社）2024

### 共編著
- 『変愛小説集 日本作家編』（岸本佐知子編、講談社） 2008、のち講談社文庫 2014
- 『『罪と罰』を読まない』（三浦しをん、吉田篤弘、吉田浩美と共著、文藝春秋） 2015、のち文春文庫 2019
- 『kaze no tanbun 特別ではない一日』（西崎憲編、小説「年金生活」を収録、柏書房） 2019
- 『ベストSF 2020』（大森望編、小説「年金生活」を収録、竹書房文庫） 2020
- 『kaze no tanbun 夕暮れの草の冠』（西崎憲編、小説「メロンパン」を収録、柏書房） 2021

## 翻訳
- 『カルテット』（ジーン・リース、早川書房） 1988
- 『ウォーターメソッドマン Ⅰ・Ⅱ』（ジョン・アーヴィング、川本三郎・柴田元幸と共訳 国書刊行会） 1989、のち新潮文庫　1993
- 『American wives 描かれた女性たち』（Switch編集部・編 マーガレット・アトウッド「急流を下る」を訳出。扶桑社） 1989
- 『ラヴ・ストーリーズ Ⅰ』（チップス他編 バーバラ・ミルトン 「シガレット・ボート」を訳出、早川書房） 1989
- 『ラヴ・ストーリーズ Ⅱ』（チップス他編 エレン・ウィルバー 「フェイス」を訳出、早川書房） 1989
- 『ラヴ・ストーリーズ Ⅲ』（チップス他編 アンドレ・デビュース 「ファット・ガール」を訳出、早川書房） 1989
- 『ダンシング・ガールズ』（マーガレット・アトウッド、白水社） 1989
- 『君がそこにいるように』（トム・レオポルド、白水社） 1989、のち白水Uブックス　1993
- 『ブロードウェイの彼方』上・下（ビヴァリー・S・マーティン、ハヤカワ文庫） 1990
- 『エドウィン・マルハウス ジェフリー・カートライト著 あるアメリカ作家の生と死 (1943 - 1954）』（スティーヴン・ミルハウザー、福武書店） 1990
のち改題『エドウィン・マルハウス あるアメリカ作家の生と死』（白水社） 2003
のち改題『エドウィン・マルハウス』（河出文庫） 2016
- 『誰かが歌っている』（トム・レオポルド、白水社） 1992
- 『幻想展覧会 Ⅰニュー・ゴシック短編集 』（共訳 ジャネット・ウィンターソン 「ニュートン」、パトリック・マグラア「におい」を訳出、福武書店） 1992
- 『モデル・ワールド』（マイケル・シェイボン、早川書房） 1993
- 『道の真ん中のウェディングケーキ』（共訳 ジョイ・ウィリアムズ 「永遠に」を訳出、白水社） 1994
- 『拳闘士の休息』（トム・ジョーンズ、新潮社） 1996、のち河出文庫　2009
- 『ニューヨーク・バナナ』（マイク・フェイダー、白水社） 1997
- 『猫好きに捧げるショート・ストーリーズ』（共訳 アリス・アダムズ「猫が消えた」を訳出、国書刊行会） 1997
- 『サーカスの息子』上・下（ジョン・アーヴィング、新潮社） 1999、のち新潮文庫　2008
- 『ヴァギナ・モノローグ』（イヴ・エンスラー、白水社） 2002
- 『空中スキップ』（ジュディ・バドニッツ、マガジンハウス） 2007
- 『短くて恐ろしいフィルの時代』（ジョージ・ソーンダーズ、角川書店） 2011、のち河出文庫　2021
- 『月の部屋で会いましょう』（レイ・ヴクサヴィッチ、市田泉共訳、創元海外SF叢書） 2014、のち創元SF文庫　2017
- 『元気で大きいアメリカの赤ちゃん』（ジュディ・バドニッツ、文藝春秋） 2015
- 『ベスト・ストーリーズⅠ　ぴょんぴょんウサギ球』（若島正編、ドロシー・パーカー「深夜考」を訳出、早川書房） 2015
- 『ベスト・ストーリーズⅡ　蛇の靴』（若島正編、ニコルソン・ベイカー「シュノーケリング」を訳出、早川書房） 2016
- 『芥川龍之介選 英米怪異・幻想譚』（芥川龍之介編、ダンセイニ卿「追い剥ぎ」、レディ・グレゴリー「ショーニーン」を訳出、岩波書店） 2018
- 『十二月の十日』（ジョージ・ソーンダーズ、河出書房新社） 2019、のち河出文庫　2023
- 『彼女の体とその他の断片』（カルメン・マリア・マチャド、小澤英実他共訳、「本物の女には体がある」を訳出、エトセトラブックス） 2020
- 『覚醒するシスターフッド』（「文藝」編　サラ・カリー「リッキーたち」を訳出、河出書房新社） 2021
- 『おばけと友だちになる方法』（レベッカ・グリーン、福音館書店） 2021
- 『五月 その他の短篇』（アリ・スミス、河出書房新社） 2023

### ルシア・ベルリン
- 『掃除婦のための手引き書』（ルシア・ベルリン、講談社） 2019、のち講談社文庫　2022
- 『すべての月、すべての年』（ルシア・ベルリン、講談社） 2022、のち講談社文庫　2024
- 『楽園の夕べ』（ルシア・ベルリン、講談社） 2024

### リディア・デイヴィス
- 『ほとんど記憶のない女』（リディア・デイヴィス、白水社） 2005、のち白水Uブックス　2011
- 『話の終わり』（リディア・デイヴィス、作品社） 2010、のち白水Uブックス　2022
- 『サミュエル・ジョンソンが怒っている』（リディア・デイヴィス、作品社） 2015、のち白水Uブックス　2023
- 『分解する』（リディア・デイヴィス、作品社） 2016、のち白水Uブックス　2023

### ミランダ・ジュライ
- 『いちばんここに似合う人』（ミランダ・ジュライ、新潮社） 2010
- 『あなたを選んでくれるもの』（ミランダ・ジュライ、新潮社） 2015
- 『最初の悪い男』（ミランダ・ジュライ、新潮社） 2018

### ジャネット・ウインターソン
- 『さくらんぼの性は』（ジャネット・ウィンターソン、白水社） 1991、のち白水Uブックス　1997
- 『オレンジだけが果物じゃない』（ジャネット・ウィンターソン、国書刊行会） 2002、のち白水Uブックス 2011
- 『灯台守の話』（ジャネット・ウィンターソン、白水社） 2007、のち白水Uブックス　2011

### ニコルソン・ベイカー
- 『もしもし』（ニコルソン・ベイカー、白水社） 1993、のち白水Uブックス　1996
- 『中二階』（ニコルソン・ベイカー、白水社） 1994、のち白水Uブックス　1997
- 『フェルマータ』（ニコルソン・ベイカー、白水社） 1995、のち白水Uブックス　1998
- 『室温』（ニコルソン・ベイカー、白水社） 2000
- 『ノリーのおわらない物語』（ニコルソン・ベイカー、白水社） 2004、のち白水Uブックス　2011

### ショーン・タン
- 『遠い町から来た話』（ショーン・タン、河出書房新社） 2011
- 『ロスト・シング』（ショーン・タン、河出書房新社） 2012
- 『鳥の王さま』（ショーン・タン、河出書房新社） 2012
- 『エリック』（ショーン・タン、河出書房新社） 2012
- 『夏のルール』（ショーン・タン、河出書房新社） 2014
- 『セミ』（ショーン・タン、河出書房新社）2019
- 『内なる町から来た話』（ショーン・タン、河出書房新社） 2020
- 『ウサギ』（ショーン・タン絵、ジョン・マーズデン文、河出書房新社） 2021
- 『いぬ』（ショーン・タン、河出書房新社） 2022

### 編訳
- 『変愛小説集』（編訳、講談社） 2008、のち講談社文庫 2014
- 『変愛小説集Ⅱ』（編訳、講談社） 2010
- 『居心地の悪い部屋』（編訳、角川書店） 2012、のち河出文庫 2015
- 『コドモノセカイ』（編訳、河出書房新社） 2015
- 『楽しい夜』（編訳、講談社） 2016
- 『アホウドリの迷信 現代英語圏異色短篇コレクション』（柴田元幸と共編訳、スイッチ・パブリッシング）2022